# Elattostachys megalantha
Elattostachys megalantha là một loài thực vật có hoa trong họ Bồ hòn. Loài này được S.T.Reynolds mô tả khoa học đầu tiên năm 1985.